# Temporada 2010 de World Series by Renault

## Calendario
| Circuito                       | Fecha            | Categorías        |
| ------------------------------ | ---------------- | ----------------- |
| Motorland Aragón               | 17 de abril      | FR3.5, FR2.0, F4  |
| Motorland Aragón               | 18 de abril      | FR3.5, FR2.0, F4  |
| Circuit de Spa-Francorchamps   | 1 de mayo        | Todas             |
| Circuit de Spa-Francorchamps   | 2 de mayo        | Todas             |
| Circuit de Monaco              | 16 de mayo       | FR3.5             |
| Brno                           | 5 de junio       | FR3.5, FR2.0, EMT |
| Brno                           | 6 de junio       | FR3.5, FR2.0, EMT |
| Circuito de Nevers Magny-Cours | 18 de junio      | Todas             |
| Circuito de Nevers Magny-Cours | 19 de junio      | Todas             |
| Hungaroring                    | 3 de julio       | Todas             |
| Hungaroring                    | 4 de julio       | Todas             |
| Hockenheimring                 | 4 de septiembre  | Todas             |
| Hockenheimring                 | 5 de septiembre  | Todas             |
| Silverstone                    | 18 de septiembre | Todas             |
| Silverstone                    | 19 de septiembre | Todas             |
| Circuit de Catalunya           | 8 de octubre     | Todas             |
| Circuit de Catalunya           | 9 de octubre     | Todas             |

## Campeonatos

### Fórmula Renault 3.5
| Pos. | Piloto            | Escudería         | Puntos |
| ---- | ----------------- | ----------------- | ------ |
| 1    | Mikhail Aleshin   | Carlin            | 138    |
| 2    | Daniel Ricciardo  | Tech 1 Racing     | 136    |
| 3    | Esteban Guerrieri | ISR Racing        | 123    |
| 4    | Sten Pentus       | Fortec Motorsport | 78     |
| 5    | Albert Costa      | Epsilon Euskadi   | 78     |

### Eurocopa de Fórmula Renault 2.0
| Pos. | Piloto             | Escudería                 | Puntos |
| ---- | ------------------ | ------------------------- | ------ |
| 1    | Kevin Korjus       | Koiranen Bros. Motorsport | 187    |
| 2    | Luciano Bacheta    | Interwetten Junior Team   | 124    |
| 3    | Arthur Pic         | Tech 1 Racing             | 123    |
| 4    | Aaro Vainio        | Tech 1 Racing             | 101    |
| 5    | Giovanni Venturini | Epsilon Euskadi           | 76     |

### Trofeo Eurocopa Mégane
| Pos. | Piloto            | Escudería                    | Puntos |
| ---- | ----------------- | ---------------------------- | ------ |
| 1    | Nick Catsburg     | TDS Racing                   | 161    |
| 2    | Pierre Thiriet    | TDS Racing                   | 134    |
| 3    | Stefano Comini    | Oregon Team                  | 107    |
| 4    | Bas Schothorst    | McGregor by Equipe Verschuur | 88     |
| 5    | Dimitri Enjalbert | Boutsen Energy Racing        | 67     |

### Eurocopa F4 1.6
| Pos. | Piloto            | Escudería         | Puntos |
| ---- | ----------------- | ----------------- | ------ |
| 1    | Stoffel Vandoorne | Autosport Academy | 159    |
| 2    | Norman Nato       | Autosport Academy | 123    |
| 3    | Mathieu Jaminet   | Autosport Academy | 112    |
| 4    | Paul-Loup Chatin  | Autosport Academy | 103    |
| 5    | Franck Matelli    | Autosport Academy | 96     |